# پنی اسمیت
پنی اسمیت (انگلیسی: Penny Smith؛ زادهٔ ۲۱ آوریل ۱۹۹۵) تیرانداز زن اهل استرالیا است.
وی در مسابقات کشوری و بین‌المللی در مجموع برندهٔ ۱ مدال طلا، ۱ مدال نقره، ۳ مدال برنز شده است.